# Anđeli u Americi (televizijska serija)
Anđeli u Americi (eng. Angels in America) je američka mini-serija iz 2003. godine koju je režirao Mike Nichols, a koja je zapravo adaptacija istoimene kazališne predstave autora Tonyja Kushnera. Radnjom smještena u 1985. godinu, priča prati dva para čije se veze prekidaju u pozadini Reaganove ere kao Predsjednika SAD-a, širenja epidemije AIDS-a i brzih promjena društvene i političke klime.
Televizijska mreža HBO prikazala je mini-seriju u različitim formatima: kao dva trosatna TV-filma naslovljena "Milenijum se približava" i "Perestrojka" te kao šest jednosatnih poglavlja koji više odgovaraju samoj predstavi; prva tri poglavlja (Loše vijesti, In Vitro i Glasnik) originalno su emitirani 7. prosinca 2003. godine, a druga tri poglavlja (Stanite!, Iza Nelly i Raj, u raju sam) emitirana su 14. prosinca.
Anđeli u Americi bio je najgledaniji program snimljen za kabelsku televiziju 2003. godine, a pobrao je hvalospjeve filmskih kritičara i osvojio mnoge nagrade uključujući Zlatni globus i Emmy. Godine 2006. Seattle Times stavio je seriju na listu "Najboljih filmskih portreta AIDS-a" povodom 25. obljetnice otkrivanja ove teške bolesti.

## Radnja
Godina je 1985. Ronald Reagan je Predsjednik SAD-a, a bolest AIDS širi smrt Amerikom. Na Manhattanu, Prior Walter govori Louu, svom ljubavniku s kojim se nalazi u vezi već četiri godine da boluje od AIDS-a; Lou ga ubrzo ostavlja, jer se ne može nositi s bolešću. Kako bolest i usamljenost razdiru Priora, krivnja izjeda Loua. Mormona i republikanskog odvjetnika Joea Pitta desničarski odvjetnik Roy Cohn natjerava da prihvati posao u Ministarstvu pravosuđa u Washingtonu. Obojica se još uvijek nalaze u ormaru: Pitt iz sramote i svojih religijskih sklonosti, a Cohn da sačuva svoju moć i imidž. Pittova supruga Harper ovisnica je o Valijumu zbog kojeg konstantno halucinira (ponekad zajedno s Priorom tijekom njegovih snova potkrijepljenih groznicom) i žudi za bijegom iz braka bez seksa. Anđeo skrivenih motiva pojavljuje se Prioru i naređuje mu da postane prorok. Pittova majka i prijatelj (i transvestit) Belize pomažu Prioru u njegovom izboru. Joe napušta svoju suprugu i ode živjeti s Louom, ali veza ne potraje zbog ideoloških različitosti. Roy boluje od AIDS-a i kako mu se život počinje približavati kraju, započne ga proganjati duh Ethel Rosenberg. 
Tijekom svih šest nastavaka životi likova se međusobno isprepliću kako bi stvorili veze protkane ljubavlju, gubitkom, usamljenošću i, u konačnici, oprostili i izborili se za sebe.

## Glumačka postava
- Al Pacino kao Roy Cohn
- Meryl Streep kao Hannah Pitt / Ethel Rosenberg / Rabin / Anđeo Australije
- Patrick Wilson kao Joe Pitt
- Mary-Louise Parker kao Harper Pitt
- Emma Thompson kao sestra Emily / beskućnica / Anđeo Amerike
- Justin Kirk kao Prior Walter / čovjek u parku
- Jeffrey Wright kao gospodin Laži / Norman "Belize" Ariaga / beskućnik / Anđeo Europe
- Ben Shenkman kao Louis Ironson / Anđeo Oceanije
- James Cromwell kao Henry, Royjev doktor

## Produkcija
Cary Brokaw, izvršni producent serije preko deset godina radio je kako bi kazališnu produkciju iz 1991. godine snimio za televiziju. Prvi put se susreo s pričom još 1989. godine prije njezine prve izvedbe. Godine 1993. Al Pacino pristao je glumiti ulogu Roya Cohna. U međuvremenu su mnogobrojni redatelji bili povezani s projektom uključujući i Roberta Altmana. Altman je na projektu radio tijekom 1993. i 1994. godine prije nego što su ga problemi s budžetom udaljili od produkcije, jer je vrlo malo studija bilo zainteresirano za ulaganje 40 milijuna dolara u dva 150-minutna filma. Naposljetku je sam Kushner pokušao napisati scenarij za dugometražni film, ali nije uspio shvativši da priča "naprosto ima previše radnje" pa se morao zadovoljiti s formatom televizijske mini-serije. I dok je Kushner nastavio adaptirati predstavu u scenarij sve do kasnih 90-ih godina prošlog stoljeća, kompanija HBO Films postala je producent i odobrila budžet od 60 milijuna dolara.
Brokaw je dao scenarij Mikeu Nicholsu dok su zajedno radili na filmu Wit (2001. godine) u kojem je glumila Emma Thompson. Glavna glumačka postava koja je uključivala Meryl Streep, Pacina i Thompsonicu odmah je pristala raditi s Nicholsom. Jeffrey Wright postao je jedini član glumačke postave koji je svoj lik glumio i u predstavi za koju je 1994. godine osvojio nagradu Tony. Snimanje je započelo u svibnju 2002. godine i nakon punih 137 dana završilo u siječnju 2003. godine. Uglavnom se snimalo u studijima Kaufman Astoria u New Yorku, a scene eksterijera uglavnom su snimane kod fontane Bethesda i u Central Parku. Scene čija se radnja odvija u raju snimljene su u vili Hadrian, rimskom arheološkom nalazištu u Tivoliju (Italija) koje potječe iz 2. stoljeća.
Vizualne efekte u seriji radio je Richard Edlund (trilogija Ratovi zvijezda) koji je kreirao dvije važne sekvence posjete anđela kao i uvodnu špicu u kojoj anđeo u fontani Bethesda otvara svoje oči.

## Kritike
New York Times napisao je da je "Nicholsova televizijska verzija umjetnost sama po sebi." U kritici objavljenoj u Boston Globeu pisalo je: "Redatelj Mike Nichols i veličanstvena glumačka ekipa koju predvodi Meryl Streep stvorili su očaravajući televizijski film iz nagrađivane kazališne predstave" te su "Anđele u Americi uspjeli još više obogatiti na ekranu..."

## Nagrade i nominacije

### Zlatni globus
Mini-serija Anđeli u Americi nominirana je u sedam kategorija za nagradu Zlatni globus, a osvojila je njih pet:
- Najbolja mini-serija ili TV-film
- Najbolji glumac u mini-seriji ili TV-filmu - Al Pacino
- Najbolja glumica u mini-seriji ili TV-filmu - Meryl Streep
- Najbolji sporedni glumac u seriji, mini-seriji ili TV-filmu - Jeffrey Wright
- Najbolja sporedna glumica u seriji, mini-seriji ili TV-filmu - Mary-Louise Parker
- Najbolji sporedni glumac u seriji, mini-seriji ili TV-filmu - Patrick Wilson
- Najbolji sporedni glumac u seriji, mini-seriji ili TV-filmu - Ben Shenkman

### Emmy
Godine 2004. mini-serija Anđeli u Americi oborila je rekord kojeg je do tada držala mini-serija Roots u najviše osvojenih televizijskih nagrada Emmy u jednoj godini (11 od 21 nominacije). Rekord će četiri godine kasnije prestići mini-serija John Adams.
- Najbolja mini-serija
- Najbolji redatelj mini-serije ili TV-filma - Mike Nichols
- Najbolji scenarij mini-serije ili TV-filma - Tony Kushner[9]
- Najbolji glumac u mini-seriji ili TV-filmu - Al Pacino
- Najbolja glumica u mini-seriji ili TV-filmu - Meryl Streep
- Najbolji sporedni glumac u mini-seriji ili TV-filmu - Jeffrey Wright
- Najbolja sporedna glumica u mini-seriji ili TV-filmu - Mary-Louise Parker
- Najbolji casting u mini-seriji ili TV-filmu
- Najbolja scenografija mini-serije ili TV-filma
- Najbolja maska mini-serije ili TV-filma
- Najbolji zvuk mini-serije ili TV-filma
- Najbolja glumica u mini-seriji ili TV-filmu - Emma Thompson
- Najbolji sporedni glumac u mini-seriji ili TV-filmu - Ben Shenkman
- Najbolji sporedni glumac u mini-seriji ili TV-filmu - Patrick Wilson
- Najbolji sporedni glumac u mini-seriji ili TV-filmu - Justin Kirk
- Najbolja uvodna špica
- Najbolji vizulani efekti u mini-seriji ili TV-filmu
- Najbolja montaža slike u mini-seriji ili TV-filmu
- Najbolja kamera u mini-seriji ili TV-filmu
- Najbolja kostimografija u mini-seriji ili TV-filmu
- Najbolje frizure u mini-seriji ili TV-filmu

## Vanjske poveznice
- Anđeli u Americi u internetskoj bazi filmova IMDb-a
- Anđeli u Americi na Rotten Tomatoes
- Winged Victory: Kritika New York Televisiona
- The Lector Effect: Kritika magazina Slate A